# Унгаров, Алкар Джангелович
Алкар Джангелович Унгаров (1922 — 26.04.1945) — помощник командира стрелкового взвода; партийный организатор стрелковой роты 67-го стрелкового полка 20-й стрелковой Барановичской дважды Краснознамённой дивизии 28-й армии, старший сержант.

## Биография
Родился в 1922 года в селе Ходжа-Курган Нижне-Чирчикского района Ташкентской области Узбекистана в крестьянской семье. Казах. Работал в колхозе.
В Красной Армию призван в июне 1941 года Нижнее-Чирчикским райвоенкоматом Ташкентской области Узбекской ССР. На фронте в Великую Отечественную войну с июня 1941 года. Член ВКП с 1944 года.
Помощник командира стрелкового взвода 67-го стрелкового полка старший сержант Алкар Унгаров в бою 29 июля 1944 года за село Струв, расположенное в 8-и километрах восточнее польского города Янув-Подляски, принял на себя командование взводом и вместе с бойцами отбил четыре вражеские контратаки. Бойцы стрелкового взвода под командованием старшего сержанта Унгарова уничтожили около десятка противников, а семнадцать взяли в плен. За мужество и отвагу, проявленные в боях, 24 августа 1944 года старший сержант Унгаров Алкар Джангелович награждён орденом Славы 3-й степени.
Помощник командира стрелкового взвода 67-го стрелкового полка старший сержант Алкар Унгаров в ответственный момент боя 20 января 1945 года в Восточной Пруссии близ города Гумбиннен вновь возглавил взвод и увлек бойцов в атаку. В ходе этого боя Унгаров А. Д. лично истребил свыше десяти противников. младший командир был ранен, но остался в строю, продолжая командовать взводом. За мужество и отвагу, проявленные в боях, 2 марта 1945 года старший сержант Унгаров Алкар Джангелович награждён орденом Славы 2-й степени.
Парторг стрелковой роты 67-го стрелкового полка старший сержант Алкар Унгаров 27 марта 1945 года в бою у населённого пункта Аугуствальде вместе с бойцами стрелкового взвода нанёс существенный урон врагу: было уничтожено около десяти противников, тринадцать взято в плен, подавлена огневая точка.
Указом Президиума Верховного Совета СССР от 27 июня 1945 года за образцовое выполнение заданий командования в боях с немецко-вражескими захватчиками старший сержант Унгаров Алкар Джангелович награждён орденом Славы 1-й степени, став полным кавалером ордена Славы.
Старший сержант Унгаров А. Д. погиб в бою 26 апреля 1945 года юго-западнее столицы Германии города Берлин.
Похоронен в районе станции «Целендорф» на юго-западной окраине Берлина, перезахоронен в Трептов парке — зелёном массиве в юго-западной части Берлина, столицы ФРГ, площадью около 20-и гектаров, на территории которого 8 мая 1949 года открыт «Памятник воинам Советской Армии, павшим в боях с фашизмом».
Награждён орденами Славы 1-й, 2-й и 3-й степени.